# Делительная воронка

Делительные воронки:
А —конусообразная (или грушевидная),
В — цилиндрическая

Дели́тельная воро́нка — сосуд конической формы, компонент лабораторной посуды, применяемой в подавляющем большинстве приборов для разделения органической и неорганической фаз несмешивающихся жидкостей, как, например, для проведения органического синтеза, снабжается пробками из пластика или стекла и не имеет нижнего керна; простое устройство для жидкостной экстракции.

## Устройство
Делительные воронки состоят из:
- самого сосуда с трубкой, длина которой может быть как короткой, так и удлиненной — в зависимости от обстоятельств использования; диаметр трубки должен позволять жидкости свободно проходить через трубку не задерживаясь в ней[7];
- притертой пробки со шлифом в верхней части устройства[8][9];
- крана (из фторпласта или типа КРУ, ГТС или КН) с прозрачными оплавленными шлифами для наливания жидкости из воронки в реакционный сосуд[7] в нижней части отводной трубки[8];
- опционально: термостатирующей рубашкой — нагревающей или охлаждающей (например, в неё через трубку можно поместить кашицу сухого льда); делительные воронки с такими рубашками применяются для разделения легко летучих жидкостей[7];
- отдельных делительных воронок оборудованы боковой трубкой для сброса избыточного газа из колбы после слива в неё нижней (более тяжёлой) жидкости, при необходимости изоляции её от воздействия воздуха[7].

Делительные воронки большого размера закрепляют между кольцами штатива, одно из которых меньшего диаметра (нижнее) удерживает воронку с жидкостью, второе — верхнее — большего диаметра; в зазоры между кольцом и воронкой вставляют кусочки резинового шланга или пробки.
Ёмкость делительных воронок от 50 мл до нескольких литров, от этого зависит толщина стенок — чем меньше ёмкость, тем толще стенки и наоборот.

## Использование

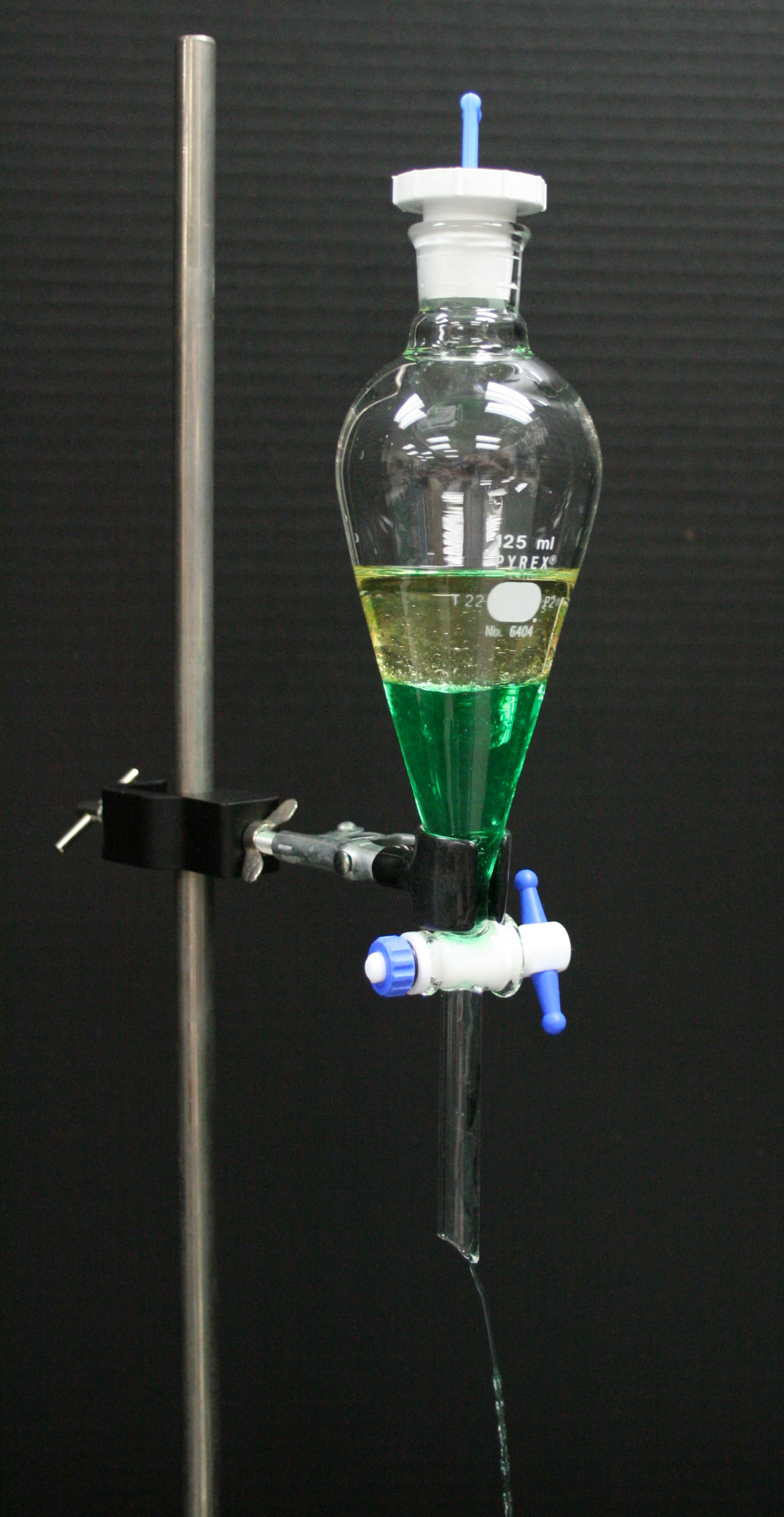
Демонстрация разделения масла и подкрашенной воды в делительной воронке

Делительные воронки используются в органической химии при проведении таких реакций как:
- Галогенирование[13]
- Нитрование[14]
- Алкилирование[15]
- Ацилирование[16]
- Восстановление[17]
- Магнийорганический синтез[18] и др.

Перед работой с делительной воронкой шлиф крана смазывают вазелином или специальной смазкой (вакуум-смазкой), что позволит открывать кран без усилий, после чего наливают в саму воронку раствор с добавлением (при необходимости) растворителя, которым предварительно промывают реакционную колбу. Количество жидкости в воронке не должно превышать 2/3 её объёма (обычно от 1/5 до 1/3), после чего закрывают пробкой и встряхивают. Далее, повернув пробку вниз и зафиксировав её, открывают кран. Это необходимо для того, чтобы воздушное пространство воронки насытилось парами растворителя и давление в воронке более не изменялось. После того, как давление паров растворителя становится постоянным, а растворившиеся газы удалены, необходимо интенсивно встряхнуть воронку, по окончании воронка вставляется в кольца штатива и жидкости дают полностью расслоиться. По расслоении открывают пробку и сливают нижний слой через кран, а верхний (при необходимости) переливают через горло воронки.
Для экстрагирования водных растворов плотностью меньшей, чем вода, применяют эфир, бензол
Чаще всего при экстракции образуются трудно разделяющиеся эмульсии, тогда считается эффективным проведение экстракции перемешиванием фаз на магнитной мешалке, но если приходится использовать делительные воронки, то их встряхивают не сильно — слегка взбалтывают.